# Leilani Farha
Pour les articles homonymes, voir Leilani.
Leilani Farha est la rapporteure spéciale des Nations unies sur le logement convenable.

## Biographie
Leilani Farha est avocate et ancienne élève de l’Université de Toronto. Elle a été directrice exécutive de Canada Without Poverty.
Dans son mandat de rapporteure spéciale, elle a mis l’accent sur l'inégalité économique et l’absence de représentation politique effective des pauvres en tant que causes du sans-abrisme ou du logement inadéquat. Leilani Farha fait campagne pour le droit à un logement convenable pour les groupes marginalisés. Elle a travaillé au Canada pour mettre en œuvre les résolutions des Nations unies qui considèrent le sans-abrisme comme une violation des droits humains.
Leilani Farha a participé à des missions dans le monde entier pour examiner la situation du droit au logement et élaborer des politiques pour mettre en œuvre ces droits,,,.
Dans une interview au quotidien The Guardian, Leilani Farha a déclaré à propos de l'incendie de la tour Grenfell que les droits de l'homme des locataires ont peut-être été violés car ils n'étaient pas suffisamment impliqués dans la façon dont le bâtiment avait été aménagé, notamment pour des questions de sécurité avant l'incendie et ne participaient pas suffisamment aux enquêtes qui suivirent.
L'ancienne rapporteure spéciale a déclaré : « Je suis inquiète lorsque des habitants me disent qu’ils ne se font pas entendre et qu’ils ne sont pas toujours traités comme des êtres humains. Ce sont les principes fondamentaux des droits de l’homme: avoir la parole, dignité et participation à la recherche de solutions à leurs propres situations. Le manque de sécurité concernant le revêtement utilisé, les circuits électriques et l'accès au bâtiment pour les véhicules d'incendie et de secours ont peut-être violé les droits de l'homme en matière de logement sûr et sécurisé ».
Leilani Farah a effectué une visite officielle en France du 2 au 11 avril 2019.

## SHIFT
SHIFT est lancé en 2019 comme un nouveau mouvement mondial pour réclamer et réaliser le droit humain fondamental au logement; s'éloigner du logement en tant que lieu d'investissement de capital excédentaire, vers le logement en tant qu'endroit où vivre dans la dignité, élever des familles et participer à la communauté.